# 丹尼丝·克里斯坦森
丹尼丝·克里斯坦森（英語：Denise Christensen，？—），美国女子跳水运动员，毕业于德克萨斯大学奥斯汀分校。她曾代表美国参加1979年泛美运动会跳水比赛，获得女子单人3米跳板金牌。